# Lester Prairie
Lester Prairie è una città degli Stati Uniti d'America, situata in Minnesota, nella contea di McLeod.